# 入倉敬介
入倉 敬介（いりくら けいすけ、6月27日 - ）は、日本の男性声優。香川県出身。

## 人物
かつてはRMEに所属していた。
方言は讃岐弁。
趣味はベース、カラオケ、読書。特技は歌唱。

## 出演
太字はメインキャラクター。

### 吹き替え
- アルティメットファイター（アレクサンダー）
- アン・ハサウェイ 魔法の国のプリンセス（スラネン〈エイダン・マクアードル（英語版）〉） ※Netflix版
- イミテーション・ゲーム/エニグマと天才数学者の秘密（ピーター・ヒルトン（英語版）〈マシュー・ビアード（英語版）〉）
- ウィザード・バトル 氷の魔術師と炎の怪物
- 彼と私と両家の事情（カラチュン〈アレクセイ・クラフチェンコ〉）
- 黒人魚（ローマ〈エフィム・ペトゥルニン〉）
- コールド マウンテン（ジョー〈レオナルド・ウッドコック〉） ※Netflix版
- 人造人間13号（ジョシュ〈ブレンダン・フレッチャー〉）
- 水怪 ウォーター・モンスター（水生〈リュウ・リンチョン〉）
- チョコレート・ガール バッド・アス!!（ドゥアン〈チャラムサック・イエームカマン〉）
- トマホーク ガンマンvs食人族（バディ〈シド・ヘイグ〉）
- ドラゴン・ウォリアーズ（ロラッシュ〈ルーク・ペリー〉）
- 名もなき塀の中の王（ライアン〈アシュレー・チン（英語版）〉）
- バウンティ・ハンターズ（ヨウ〈ウォレス・チョン〉）
- 白髪妖魔伝（ホンタイジ〈イェン・イクァン〉）
- ハムレット（ローゼンクランツ）
- パリ、憎しみという名の罠（エリック・ウィズマン〈イディル・シャンデ（フランス語版）〉）
- ベルファスト71（クイン）
- 名探偵ポワロ「オリエント急行の殺人」 ※デアゴスティーニ版
- UKギャングスター イギリスで最も恐れられた男
- ヨンガシ変種増殖（ジェピル）
- Eternal（パーリッチ）
- Greeting to the Devil（メサ）
- Sinners and Seints（トレイ）
- BEASTLY（校内アナウンス）
- Couples Retreat（ルディ）
- Dorian-Gray（劇団員、他）
- NYDNION（兵士、他）
- RE-KILL[リ・キル] 対ゾンビ特殊部隊（パーカー〈スコット・アドキンス〉）
- RedEagle（ギャング、他）

### テレビアニメ
- アクエリオンロゴス（2015年、剣道部員、ディベートコンテスト司会）
- ルパン三世 PART IV（2015年、男客A）

### アニメ
- シーフード（スポック）

### ゲーム
- テストドライブアンリミテッド2（クリス）
- NIGHTCRY（太ったクルー[2]）
- ニューギン「CR 神音の森」（進一、天魔王）[3]
- オンラインゲーム ドラゴンネスト（ベンシエル）
- オンラインゲーム 三国群英伝2（プレイヤーボイス）
- PCソフト 魔女アリサの物語（ゴミ箱さん）

### テレビ
- テレビ東京 リアル体感!?まさかの世界～アバターの冒険！～（警官）
- TBS ブラマヨ衝撃ファイル 世界のコワ〜イ女たち（ブラックマヨネーズ小杉(再現VTR)）

### 舞台
- RMEプロデュース公演「真偽の噂」 昌平

### その他
- Webアニメ「ネット社会の歩き方」（ミサキ父、ケンタ兄）
- CS「ジュピターショップチャンネル」（商品アドバイザー）
- 第85回 「謙信公祭」（上杉物見（声の出演））
- ヒーローショー「仮面ライダーＷショー」（スーツアクター）
- ヒーローショー「天装戦隊ゴセイジャーショー」（スーツアクター）